# Anghingò
Anghingò (Ole dole doff) è un film del 1968 diretti da Jan Troell.  
La pellicola prese parte al Festival di Berlino 1968 dove venne premiata con l'Orso d'oro.

## Trama
Insegnante di scuola media, Sören Mårtensson è angosciato dal suo lavoro e di notte soffre di incubi. Non credendo nell'autoritarismo, vive come una continua battaglia persa la sua lotta quotidiana con i ragazzi che lui non ama. Perfino la moglie Gunvor lo opprime, perché - resasi conto che il marito non vuole figli - lo accusa di averla ingannata, sposandola. Un giorno, Mårtensson schiaffeggia uno dei ragazzi, Bengt, che lascia l'aula pieno di rabbia che poi rivolgerà, con atti da bullo, contro Kent, uno degli scolari più deboli e inoffensivi. A scuola tutti cominciano a rendersi conto dei problemi di Mårtensson e il direttore decide di affiancargli un genitore. Ma i problemi persistono, anzi, si acuiscono e i ragazzi aspettano solo un passo falso dell'insegnante per metterlo fuori gioco. Bengt insieme a Jane, la sua fidanzata, diffonde un pettegolezzo che vorrebbe Mårtensson sorpreso in un atteggiamento pornografico. Finisce che Gunvor lascia il marito.
Durante l'ora di Mårtensson, che dovrebbe controllare gli studenti, il piccolo Kent viene investito da un camion nel cortile della scuola. La sua colpa viene amplificata e gli incubi martellano Mårtensson. Quest'ultimo cerca di impedire ai ragazzi di andare a nuotare in acque profonde, ma loro gli si rivoltano contro. Mezzo morto, giace sulla sabbia della spiaggia, vedendo solo i loro volti implacabili. L'incubo e la realtà finiscono per fondersi insieme, in un legame ormai indissolubile.

## Produzione
Il film fu prodotto dalla Svensk Filmindustri (SF).
Venne girato a Malmö.

## Distribuzione
In Svezia, il film uscì in prima il 18 marzo 1968 a Malmö. Venne presentato in concorso al Festival di Berlino, dove vinse l'Orso d'oro, nel giugno di quell'anno. Il 6 agosto, uscì anche in Danimarca e l'11 ottobre, in Finlandia. Negli Stati Uniti, partecipò nell'ottobre 1969 al Chicago International Film Festival. Il 27 gennaio 2003, fu proiettato nel corso del Febio Film Festival, che si tiene nella repubblica Ceca.
Nel 2004, il film fu distribuito in video dalla Cinema Exchange.

## Riconoscimenti
- Festival di Berlino 1968: Orso d'oro